# Camela
Camela és un grup musical espanyol, promotors i precursors de l'estil batejat als anys 90 com tecno-rumba. Els components del grup són Dionisio Martín Lobato (vocalista-compositor) i Ángeles Muñoz Dueñas (vocalista-compositora) i fins a febrer de 2013, Miguel Ángel Cabrera Jiménez (teclista-compositor), originaris del barri madrileny de San Cristóbal de los Ángeles. Sense l'acceptació de la crítica ni el suport dels mitjans de comunicació, va convertir-se en un dels grups espanyols amb més vendes dels darrers temps, tan sols superat per La Oreja de Van Gogh.

## Història

### Els seus inicis: maquetes
Dioni, Ángeles i Miguel Ángel eren tres adolescents que intentaven sobreviure al seu barri amb les seves feines humils. A més de la seva amistat, compartien l'afició per la música, fet pel que en el seu temps lliure els feia reunir-se per a tocar i cantar cançons d'artistes que admiraven. Al principi es decantaven per rumbes flamenques i balades.
El 1990 es van animar a fer una maqueta de producció casolana, Tinieblas, que van repartir entre familiars i amistats, però mai no va arribar a comercialitzar-se.
Més tard, l'any 1992, van decidir compondre alguns temes propis per gravar i distribuir una maqueta de 8 temes que van titular Junto a mi. Van haver de reunir 200.000 pessetes que a cap d'ells no els sobrava, esperant poder vendre uns quants cassets i recuperar part dels diners invertits. De mica en mica aquests cassets es van començar a vendre, exhaurint-se en pocs dies.
Amb l'ajuda dels seus familiars i amistats van publicar una segona maqueta, Me gustan tus ojos, que va obtenir un èxit comparable a l'anterior, sense sortir del circuït de benzineres, mercats i bars de la zona.
Aquesta demanda per part del públic va anar augmentant de tal manera que va arribar a oïdes d'Alfonso Corral, propietari d'una petita discogràfica independent, Producciones AR, que es va fixar en ells i els va oferir un contracte per gravar el que seria el seu primer àlbum d'estudi: Lágrimas de amor (editat en format CD i casset l'any 1994. Fins i tot, es va encarregar de redistribuir les maquetes Junto a mí i Me gustan tus ojos, que van acabar venent-se de forma massiva en mercats i estacions de servei.

### Discogràfica AR (1994-1999)
Amb Lágrimas de amor, Camela s'establia dins del panorama musical espanyol. La seva fórmula era senzilla i nova: cançons compostes per Miguel Ángel que reflectien històries, generalment d'amor i desamor, utilitzant un vocabulari molt proper al públic. Registres vocals aflamencats emmarcats en estructures pop, amb l'acompanyament principal de sintetitzadors, seqüenciadors i bases techno.
Sorpresos per l'èxit aconseguit, el 1995 llancaren Sueños inalcanzables, mantenint-se durant més de 50 setmanes en les llistes de vendes. La música de Camela es feia cada vegada més popular gràcies al boca-orella del públic, fins a tal punt que van crear escola en multitud d'artistes i grups que van intentar obrir-se camí amb aquest mateix estil i fins i tot amb la seva estètica. L'any 1996, després d'una gira esgotadora i davant la dificultat de produir un nou repertori, van tornar a gravar aquells temes de les seves maquetes que havien fet amb tanta il·lusió com amb escassos recursos, per oferir als seus seguidors Sus 12 primeras canciones.
L'any següent va veure la llum un esperat Corazón indomable, que per primera vegada en la història del grup es va plantar en el número 1 de la llista de l'Asociación Fonográfica y Videográfica de España (AFYVE) durant diverses setmanes, desbancant a artistes de renom nacional i internacional. La crítica va haver de reconèixer-los com alguna cosa veritablement revolucionària, doncs els van veure com un grup que havia començat des de zero, sempre discriminats per la premsa i diverses emissores de ràdio, arribava al capdamunt, emparant-se únicament en la llei del carrer. Aquest fenomen també va provocar revolada entre les multinacionals, que van començar a oferir-los contractes milionaris.

### Miguel Ángel Cabrera deixa el grup
Miguel Ángel Cabrera, teclista del grup i compositor de moltes de les primeres cançons, va deixar la formació en 2013 per desavinences amb Martín, i Martín i Ángeles Muñoz van cntinuar com a duo. Amb la desaparició de la discogràfica EMI en 2012, van fitxar per Warner Music Group, que ha publicat els seus discos d'ençà.

## Discografia
- 1994: Lágrimas de amor
- 1995: Sueños inalcanzables
- 1996: Sus 12 primeras canciones
- 1997: Corazón indomable
- 1998: Sólo por ti
- 1999: No puedo estar sin él
- 2000: Simplemente amor
- 2001: Amor.com
- 2003: Por siempre tú y yo
- 2004: Diez de corazón
- 2006: Se ciega x amor
- 2007: Te prometo el universo
- 2008: Laberinto de amor
- 2009: Dioni, Ángeles y Miguel
- 2011: La magia del amor
- 2014: Más de lo que piensas
- 2017: Me metí en tu corazón
- 2022: Que la música te acompañe